# Reinhard Furrer
Reinhard Alfred Furrer (Wörgl, 25 de novembro de 1940 — Berlim, 9 de setembro de 1995) foi um cientista e astronauta alemão.

## Biografia
A família de Furrer foi expulsa da Áustria - então parte anexada da Alemanha - após a Segunda Guerra Mundial e se fixou emKempten, na Baviera, sul da Alemanha. Furrer permaneceu lá até ingressar na Universidade de Kiel para estudar Física, depois transferindo-se para a Universidade de Berlim, onde recebeu um diploma em 1969, e um doutorado em 1972. 
Durante a sua temporada como estudante em Berlim, ele esteve envolvido na construção do Túnel 57, de 145 metros, sob o Muro de Berlim, que foi a rota de fuga de 57 pessoas de Berlim Oriental para Berlim Ocidental.
Em 1974 ele se tornou professor assistente em Stuttgart e piloto de aviões. Em 1979 qualificou-se para o  professorado e passou os dois anos seguintes leionando na Universidade de Chicago.

### Astronauta
Em 1977 ele se inscreveu para uma seleção de astronautas para a primeira missão do Spacelab, chegando até a seleção final mas perdendo a vaga para o compatriota Ulf Merbold. Entretanto, em 1982, os astronautas a serem scolhidos para a primeira missão alemã do Spacelab o foram entre os finalistas da primeira seleção e Furrer ficou ente os dois a serem aceitos.
Em 30 de outubro de 1985, ele foi ao espaço como especialista de carga da STS-61-A Challenger, junto do compatriota Ernst Messerschmid e do holandês Wubbo Ockels.
Em 1987 foi eleito Diretor do Instituto de Ciências Espaciais da Universidade de Berlim.

### Morte
Furrer era um grande amante da aviação e piloto com larga experiência e de grandes distâncias. Chegou a voar em monomotores sobre a Groenlândia e fez uma viagem solo entre a Alemanha e Quito, no Equador. Seu amor pelos aviões finalmente custou-lhe a vida, ao morrer num desastre durante uma exibição aérea em Berlim, como passageiro num pequeno Messerschmitt Bf 108, quando o piloto, Gerd Kahdemann, perdeu o controle do avião durante uma acrobacia.